# Martin Jäger
Martin Jäger (Walenstadt, 20 de diciembre de 1987) es un deportista suizo que compite en biatlón. Ganó dos medallas en el Campeonato Europeo de Biatlón, oro en 2021 y bronce en 2022.

## Palmarés internacional
| Campeonato Europeo | Campeonato Europeo       | Campeonato Europeo | Campeonato Europeo |
| Año                | Lugar                    | Medalla            | Prueba             |
| ------------------ | ------------------------ | ------------------ | ------------------ |
| 2021               | Duszniki-Zdrój (Polonia) | Medalla de oro     | Velocidad          |
| 2022               | Arber (Alemania)         | Medalla de bronce  | Relevo mixto       |